# Āltīn Kosh
Āltīn Kosh (persiska: آلتين كش, اَلتونكُش) är en ort i Iran.   Den ligger i provinsen Qazvin, i den nordvästra delen av landet, 230 km nordväst om huvudstaden Teheran. Āltīn Kosh ligger 546 meter över havet och antalet invånare är 973.
Terrängen runt Āltīn Kosh är kuperad åt nordost, men åt sydväst är den bergig.Runt Āltīn Kosh är det ganska glesbefolkat, med 29 invånare per kvadratkilometer. Āltīn Kosh är det största samhället i trakten. Trakten runt Āltīn Kosh består i huvudsak av gräsmarker.